# Sabellaria
Sabellaria är ett släkte av ringmaskar som beskrevs av de Lamarck 1818. Sabellaria ingår i familjen Sabellariidae.

## Dottertaxa tillSabellaria, i alfabetisk ordning[1][2]
- Sabellaria alcocki
- Sabellaria alveolata
- Sabellaria bella
- Sabellaria bellani
- Sabellaria bellis
- Sabellaria chandraae
- Sabellaria clava
- Sabellaria eupomatoides
- Sabellaria fissidens
- Sabellaria floridensis
- Sabellaria fosterae
- Sabellaria fucicola
- Sabellaria gilchristi
- Sabellaria gracilis
- Sabellaria grueti
- Sabellaria guinensis
- Sabellaria intoshi
- Sabellaria ishikawai
- Sabellaria isumiensis
- Sabellaria javanica
- Sabellaria longispina
- Sabellaria lotensis
- Sabellaria magnifica
- Sabellaria marskaae
- Sabellaria minuta
- Sabellaria miryaensis
- Sabellaria moorei
- Sabellaria nanella
- Sabellaria orensanzi
- Sabellaria pectinata
- Sabellaria ranjhi
- Sabellaria spinulosa
- Sabellaria spinulsoa
- Sabellaria taurica
- Sabellaria tottoriensis
- Sabellaria wilsoni
- Sabellaria vulgaris